# Aleksandr Raspletin
Aleksandr Andriejewicz Raspletin (ros. Александр Андреевич Расплетин, ur. 12 sierpnia?/25 sierpnia 1908 w Rybińsku, zm. 8 marca 1967 w Moskwie) – był radzieckim konstruktorem i inżynierem elektrotechnikiem.

## Życiorys
W 1926 skończył szkołę, pracował jako elektromonter i radiomechanik, w lutym 1930 przeniósł się do Leningradu, gdzie w 1932 skończył technikum, a w 1936 Leningradzki Instytut Elektrotechniczny im. Uljanowa. W kwietniu 1936 został starszym inżynierem i później kierownikiem laboratorium w Instytucie Naukowo-Badawczym-9, pracował nad konstrukcją pierwszego radzieckiego telewizora. Od 1940 pracował na potrzeby przemysłu obronnego ZSRR, po ataku Niemiec na ZSRR przygotowywał w laboratorium radiostacje dla frontu, w styczniu 1942 został ewakuowany do Krasnojarska, gdzie pracował jako starszy inżynier w zakładach przemysłu radiowego, od 1943 pracował w Centralnym Instytucie Naukowo-Badawczym-108, gdzie we wrześniu 1949 został starszym pracownikiem naukowym. Jednocześnie wykładał w Moskiewskiej Wyższej Szkole Technicznej im. Baumana, od 1950 pracował w Biurze Konstruktorskim-1 jako szef działu radiolokacyjnego i później główny konstruktor, a w lipcu 1955 wyznaczono go głównym konstruktorem Specjalnego Biura Konstruktorskiego-31. Pracował nad systemem obrony przeciwlotniczej ZSRR. We wrześniu 1957 objął funkcję szefa Specjalnego Biura Konstruktorskiego-31 i głównego konstruktora Biura Konstruktorskiego-1, od 1958 był członkiem korespondentem, a od 1964 akademikiem Akademii Nauk ZSRR. W 1947 został kandydatem, a w 1956 doktorem nauk technicznych (bez obrony pracy dyplomowej). Został pochowany na Cmentarzu Nowodziewiczym. Jego imieniem nazwano ulice w Moskwie i Rybińsku oraz krater na Księżycu.

## Odznaczenia i nagrody
- Medal Sierp i Młot Bohatera Pracy Socjalistycznej (20 kwietnia 1956)
- Order Lenina (20 kwietnia 1956)
- Nagroda Leninowska (1958)
- Nagroda Stalinowska (1951)
- Medal „Za ofiarną pracę w Wielkiej Wojnie Ojczyźnianej 1941–1945”
- Medal „Za obronę Leningradu”